# Håkan Serner

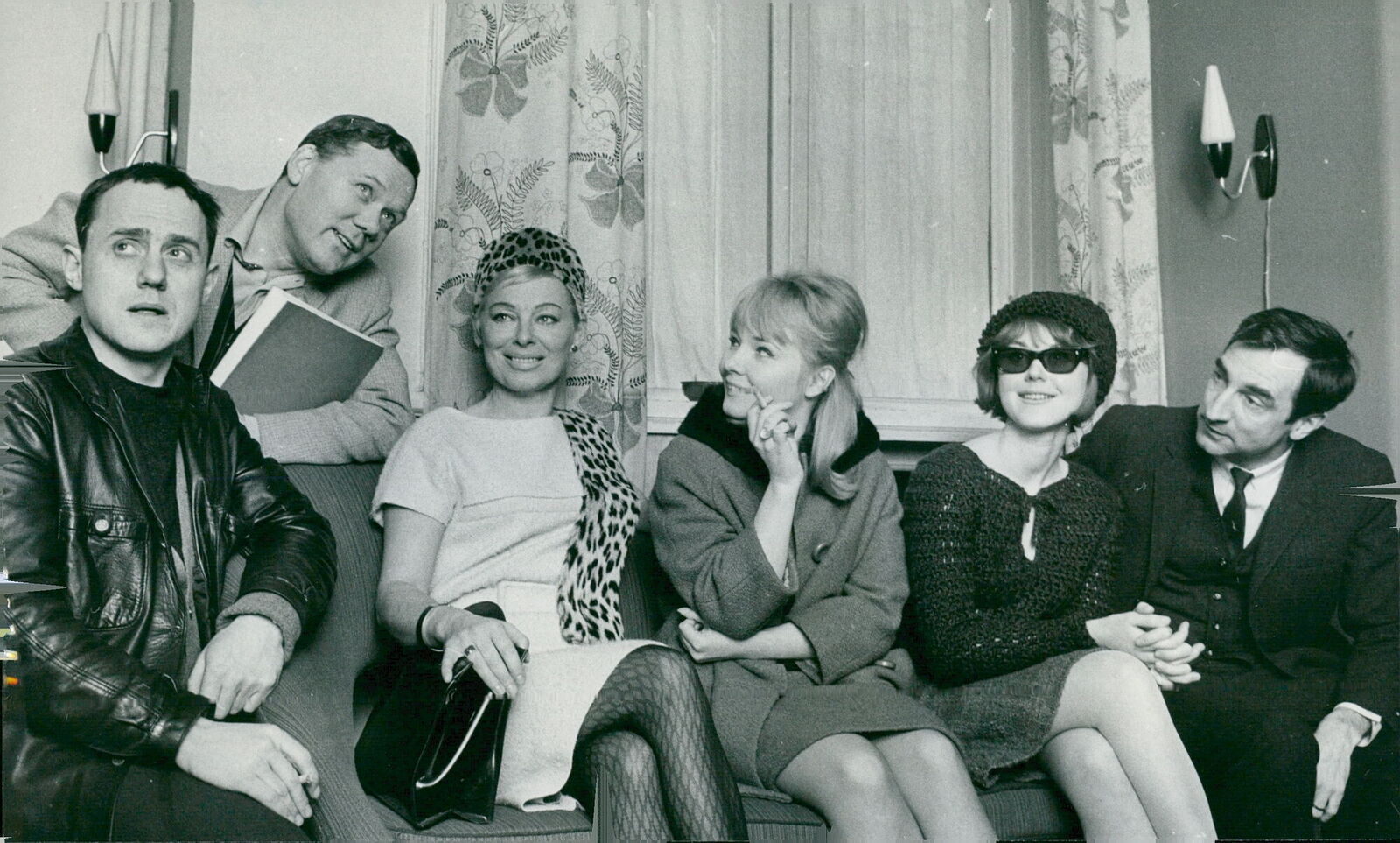
Collation pour la pièce "O" au Lilla Teatern de Stockholm. De gauche à droite : Håkan Serner, Olof Thunberg, Gerd Hagman, Lena Granhagen, Lena Söderblom et Nils Eklund

Håkan Serner, né le 1er septembre 1933 à Malmö et mort le 25 octobre 1984  à Stockholm est un acteur suédois.

## Filmographie partielle
- 1958 : Lek på regnbågen de Lars-Eric Kjellgren (non crédité)
- 1970 : Fifi Brindacier et les Pirates (Pippi Långstrump på de sju haven) de Olle Hellbom
- 1973 : La Pierre blanche (série TV)
- 1974 : Dunderklumpen de Per Åhlin (voix)
- 1977 : Un flic sur le toit (Mannen på taket) de Bo Widerberg
- 1977 : Bang! de Jan Troell
- 1980 : Flygnivå 450 de Torbjörn Axelman
- 1981 : Rasmus et le Clochard de Olle Hellbom
- 1984 : Sömnen de Lennart Svensson
- 1984 : L'Homme de Majorque (Mannen från Mallorca) de Bo Widerberg

## Récompenses et nominations
- Guldbagge Award du meilleur acteur en 1977 pour Un flic sur le toit et Bang!